# Centromerus minutissimus
Centromerus minutissimus là một loài nhện trong họ Linyphiidae.
Loài này thuộc chi Centromerus. Centromerus minutissimus được miêu tả năm 1993 bởi Merrett & Powell.